# Pratibha Patil
Pratibha Devisingh Patil (Nadgaon, 19 de desembre de 1934) va ser la 12a Presidenta de l'Índia i primera dona a ostentar el càrrec. Fou investida presidenta el 25 de juliol de 2007, succeint a Abdul Kalam en unes eleccions on vencé el seu rival Bhairon Singh Shekhawat. És membre del Congrés Nacional Indi i fou nominada per la presidència de l'esquerra Índia.
La seva presidència es destaca per la filantropia i la lluita pels drets de la dona.